# Línea 170 (EMT Madrid)
La línea 170 de la EMT de Madrid une Arroyo del Fresno con Sanchinarro.

## Características
Fue puesta en servicio el 25 de abril de 2022. La línea vertebra de forma transversal los nuevos desarrollos urbanísticos de Arroyo del Fresno, Mirasierra, Montecarmelo, Las Tablas y Sanchinarro.

### Frecuencias
| Lunes a viernes laborables |               |
| De 6:00 a 20:00            | 11-15 minutos |
| De 20:00 a 23:00           | 13-21 minutos |
| Sábados laborables         |               |
| De 6:00 a 8:00             | 20-38 minutos |
| De 8:00 a 23:00            | 21-25 minutos |
| Domingos y festivos        |               |
| De 7:00 a 23:00            | 21-25 minutos |

## Recorrido y paradas

### Sentido Sanchinarro
| Código | Parada                                                 | Común con   | Conexiones con Metro y Cercanías       | Otros |
| ------ | ------------------------------------------------------ | ----------- | -------------------------------------- | ----- |
| 5170   | ARROYO DEL FRESNO (C/ María de Maeztu-Irene Caba Alba) |             |                                        |       |
| 5169   | Gloria Fuertes-María Montessori                        |             |                                        |       |
| 5174   | Gloria Fuertes-Federica Montseny                       |             |                                        |       |
| 5176   | Senda del Infante-Gloria Fuertes                       |             | Pitis                                  |       |
| 4405   | Senda del Infante-Olga Ramos                           | 49 64       |                                        |       |
| 4274   | Arroyo del Monte-Ventisquero Condesa                   | 49          |                                        |       |
| 5165   | Costa Brava-Moralzarzal                                |             |                                        |       |
| 1757   | Costa Brava-Marbella                                   |             |                                        |       |
| 3623   | Paco de Lucía                                          | 134 178     | Paco de Lucía Mirasierra-Paco de Lucía |       |
| 51009  | Monasterio Paular-Monasterio Huelgas                   |             |                                        |       |
| 51010  | Monasterio Paular-Monasterio Silos                     |             |                                        |       |
| 51035  | Monasterio Silos-Santuario de Valverde                 |             |                                        |       |
| 2864   | Monasterio Silos-Monasterio Huelgas                    | 134 178     |                                        |       |
| 2968   | Monasterio Silos-Monasterio Montesclaros               | 134 178     |                                        |       |
| 2970   | Monasterio Silos-Avenida Montecarmelo                  | 134 178     |                                        |       |
| 1021   | Metro Montecarmelo                                     | 134 178     | Montecarmelo                           |       |
| 1022   | Monasterio Silos-Monasterio Liébana                    | 134 178     |                                        |       |
| 1025   | Monasterio Silos-Monasterio Sobrado                    | 134 178     |                                        |       |
| 5130   | Monasterio de Arlanza-Nª Sª de Valverde                |             |                                        |       |
| 3881   | Carretera de Alcobendas-Bercianos                      | T61 154     |                                        |       |
| 5152   | Portomarín-Isabel Colbrand                             |             |                                        |       |
| 3766   | Las Tablas                                             | 172 T61     |                                        |       |
| 3615   | Metro Las Tablas                                       | T61         | Las Tablas                             |       |
| 3611   | Metro Palas de Rey                                     | T61         | Palas de Rey                           |       |
| 3609   | Santo Domingo de la Calzada-Sauceda                    |             |                                        |       |
| 5850   | Alcalá Zamora-María Tudor                              | 172 BR1     |                                        |       |
| 5943   | Niceto Alcalá Zamora-Ana de Austria                    |             |                                        |       |
| 5129   | Niceto Alcalá Zamora-Octavio Paz                       |             |                                        |       |
| 4220   | Ingeniero Herrera-Príncipe Carlos                      |             |                                        |       |
| 4221   | Álvarez de Villaamil                                   |             | Álvarez de Villaamil                   |       |
| 5397   | Pi y Margall-Príncipe Carlos                           | 172 174 BR1 |                                        |       |
| 5399   | Pi y Margall-Alcalá Zamora                             | 172 174 BR1 |                                        |       |
| 5401   | SANCHINARRO (Gta. A. H. Rafael Ortega López)           |             |                                        |       |

### Sentido Arroyo del Fresno
| Código | Parada                                                 | Común con   | Conexiones con Metro y Cercanías       | Otros |
| ------ | ------------------------------------------------------ | ----------- | -------------------------------------- | ----- |
| 5401   | SANCHINARRO (Gta. A. H. Rafael Ortega López)           |             |                                        |       |
| 5398   | Pi y Margall-Príncipe Carlos                           |             |                                        |       |
| 5121   | Príncipe Carlos-Alc. Álvarez Villaamil                 |             | Álvarez de Villaamil                   |       |
| 5122   | Ingeniero Emilio Herrera-Príncipe Carlos               |             |                                        |       |
| 5123   | Niceto Alcalá Zamora-Octavio Paz                       |             |                                        |       |
| 5927   | Niceto Alcalá Zamora-Ana de Austria                    | 172 173 BR1 |                                        |       |
| 5928   | Niceto Alcalá Zamora-María Tudor                       | 172 BR1     |                                        |       |
| 3608   | Santo Domingo de la Calzada-Sauceda                    |             |                                        |       |
| 3610   | Metro Palas de Rey                                     | T61         | Palas de Rey                           |       |
| 3614   | Metro Las Tablas                                       | T61         | Las Tablas                             |       |
| 3767   | Monte del Gozo                                         | 172 T61     |                                        |       |
| 5151   | Portomarín-Isabel Colbrand                             |             |                                        |       |
| 3882   | Carretera de Alcobendas-Bercianos                      | 175 T61 154 |                                        |       |
| 5166   | Monasterio de Arlanza-Nª Sª de Valverde                |             |                                        |       |
| 1026   | Monasterio Escorial-Monasterio Sobrado                 | 134 178     |                                        |       |
| 1028   | Monasterio Escorial-Monasterio Liébana                 | 134 178     |                                        |       |
| 1029   | Metro Montecarmelo                                     | 134 178     | Montecarmelo                           |       |
| 3626   | Monasterio Escorial-Avenida Montecarmelo               | 134 178     |                                        |       |
| 3628   | Monasterio Escorial-Montesclaros                       | 134 178     |                                        |       |
| 3627   | Monasterio Escorial-Monasterio Huelgas                 | 134 178     |                                        |       |
| 3625   | Santuario Valverde-Monasterio Silos                    | 134 178     |                                        |       |
| 3624   | Monasterio Huelgas-Monasterio Silos                    | 134 178     |                                        |       |
| 3635   | Monasterio Huelgas-Monasterio Paular                   | 134 178     |                                        |       |
| 3622   | Paco de Lucía                                          | 134 178     | Paco de Lucía Mirasierra-Paco de Lucía |       |
| 1758   | Costa Brava-Marbella                                   |             |                                        |       |
| 5164   | Costa Brava-Moralzarzal                                |             |                                        |       |
| 4273   | Arroyo del Monte-Ventisquero Condesa                   | 49          |                                        |       |
| 4732   | Juanita Cruz-María de Maeztu                           | 49          |                                        |       |
| 4703   | Estación de Pitis                                      |             | Pitis                                  |       |
| 4824   | María de Maeztu-Teresa Claramunt                       | 82          | Arroyofresno                           |       |
| 4822   | María de Maeztu-María Montessori                       | 82          |                                        |       |
| 5170   | ARROYO DEL FRESNO (C/ María de Maeztu-Irene Caba Alba) |             |                                        |       |

## Galería de imágenes

Mapa de la estación de Las Tablas con los accesos al Metro y los recorridos de los autobuses de la EMT que pasan por ella, entre los que se encuentra la línea 170.